# Baquiari
Baquiari, en llatí Bachiarius, fou un eclesiàstic i escriptor llatí del segle v.
| «                                           | Bachiarius, un filòsof cristià, llest pel què disposés Déu, nu i llest, viatjà a l'estranger per preservar la integritat de la vida que ha triat. Es diu que havia publicat obres de petita grandària: un petit llibre que he llegit sobre la fe, en el qual satisfà el Pontífex de la ciutat, contra els gemegosos i difamadors del seu pelegrinatge, i indica que no tenia por dels homes, sinó de Déu, i que havia pres en un viatge a l'estranger, i sortint del seu propi país seria cohereu del Patriarca Abraham | » |
| — Gennadi de Marsella, De Viris Illustribus | |   |

És anomenat Bachiarius Maccaeus, i segons el bisbe Bale era nadiu de Britànnia i deixeble de Patrici d'Irlanda. Joan Pitzeu segueix a Bale. Aubert Mireu (Aubert Lemire) en canvi el fa irlandès i contemporani de Agustí d'Hipona.
La seva única obra segura coneguda, "de Fide" (a part d'una carta a un cert Januari per la readmissió d'un monjo que havia estat expulsat per haver seduït a una monja). Per Florius se li atribueixen també "Objurgatio in Evagrium" (suposada obra de Jeroni d'Estridó) i "Libri Duo de Deitate et Incarnatione Verbi ad Januarium" (suposada obra d'Agustí).